# Robert Lamm
Robert William Lamm (Brooklyn, 13 ottobre 1944) è un musicista, polistrumentista e cantautore statunitense, membro del gruppo Chicago.

## Biografia
Nato a Brooklyn, si è trasferito a Chicago quando aveva quindici anni con la famiglia.
Dalla metà degli anni '60 fa parte del gruppo rock chiamato proprio Chicago. 
Nel 1974 ha pubblicato il suo primo album solista.
Inoltre ha formato un trio con Gerry Beckley (America) e Carl Wilson (The Beach Boys). 
Dopo la morte di Wilson (1998), è stato diffuso l'album Like a Brother a nome Beckley-Lamm-Wilson.

## Discografia

### Solista
- Skinny Boy (1974)
- Life Is Good In My Neighborhood (1993)
- In My Head (1999)
- Subtlety & Passion (2003)
- Too Many Voices (2004)
- Leap of Faith - Live in New Zealand (2005)
- Skinny Boy 2.0 (2006)
- The Bossa Project (2008)
- Living Proof (2012)
- Robert Lamm Songs: The JVE Remixes (2012)

### Con Beckley-Lamm-Wilson
- Like a Brother (2000)